# گیدئون مانتل
 گیدئون مانتل (انگلیسی: Gideon Mantell؛ ۳ فوریهٔ ۱۷۹۰ – ۱۰ نوامبر ۱۸۵۲) یک زمین‌شناس، دیرین‌شناس، و پزشک متخصص زایمان اهل بریتانیا بود.
وی همچنین برنده جوایزی همچون مدال پادشاهی شده است.